# DSA-306
La DSA-306 es una carretera perteneciente a la Red Secundaria de la Diputación Provincial de Salamanca que une la  SA-210  con la localidad de Domingo Señor.

## Origen y Destino
La carretera  DSA-306  tiene su origen en Berrocal de Huebra en la intersección con la carretera  SA-210 , y termina en el casco urbano de Domingo Señor formando parte de la Red de carreteras de Salamanca.